# Fagner & Zé Ramalho Ao Vivo
Fagner & Zé Ramalho Ao Vivo é o primeiro CD e DVD da parceria dos músicos brasileiros Fagner e Zé Ramalho. Sob o selo Sony Music, este álbum foi gravado entre os dias 28 a 30 de julho de 2014 no Theatro Net Rio.
Os músicos já haviam lançado algumas parcerias ao longo de suas carreiras, como "Garrote Ferido" e "Filhos do Câncer", mas nunca tinham lançado juntos um disco completo.

## O álbum
O álbum traz o registro ao vivo de shows realizados no Theatro Net Rio, onde a apresentação é dividida em duas partes. Na primeira, os dois músicos estão sozinhos com seus violões interpretando alguns de seus mais famosos trabalhos, como "Asa Partida" e "Chão de Giz". Em seguida, entra a banda mínima formada por Manassés (violão), Mingo Araújo (percussão) e Marcos Farias (teclado e sanfona) para tocar outros sucessos, como "Pedras que Cantam" e "Kamikaze". A produção é de Robertinho de Recife.
No repertório selecionado, são dezessete canções apresentadas em dezesseis faixas, porém sem nenhum tema inédito.

## Faixas

### CD e DVD
1. Dois Querer"
2. Asa Partida"
3. Pelo Vinho E Pelo Pão"
4. "Mucuripe"
5. "Noturno (Coração Alado)"
6. "Chão De Giz"
7. "Romance No Deserto (Romance In Durango)"
8. "A Terceira Lâmina"
9. "Canção Da Floresta"
10. "Jura Secreta / Revelação"
11. "Fanatismo"
12. "Garoto de Aluguel (Taxi Boy)"
13. "Eternas Ondas"
14. "Kamikaze"
15. "Pedras Que Cantam"
16. "Admirável Gado Novo"

## Músicos
- Raimundo Fagner - voz e violão
- Zé Ramalho - voz e violão
- Manassés - viola
- Marcos Farias - teclados e sanfona
- Chico Guedes - baixo
- Mingo Araújo - percussão